# Casino de Agua Caliente
El Casino de Agua Caliente fue un establecimiento comercial y turístico construido en Tijuana, México, en 1927, con motivo de la ley seca de EE. UU. y que sirvió de referente cultural para la comunidad del sur de California que visitaba el poblado fronterizo para su diversión.
El casino fue promovido por tres inversionistas estadounidenses y con Abelardo L. Rodríguez, como socio del proyecto al ser el dueño de los terrenos donde se estableció la Compañía Mexicana de Agua Caliente. Durante varios años fue uno de los lugares más famosos entre la élite de Hollywood y de otros lugares del mundo que visitaban Tijuana para ir al casino. 
En 1935, el presidente Lázaro Cárdenas cerró el casino y años después, luego de intentar su reapertura, expropió el terreno y lo convirtió en un centro escolar. Con el paso de los años, ante la indiferencia del gobierno y la ciudadanía por el valor arquitectónico y cultural, saquearon y destruyeron lo que quedó del casino, sumado a una serie de incendios que terminaron por demoler el lugar. Actualmente solo se encuentran en pie una caldera en forma de minarete, así como fragmentos de una fuente conocida como Fuente del Fauno. Hay algunas ruinas y estructuras que aun permanecen en pie pero dentro de las instituciones educativas.

## Antecedentes

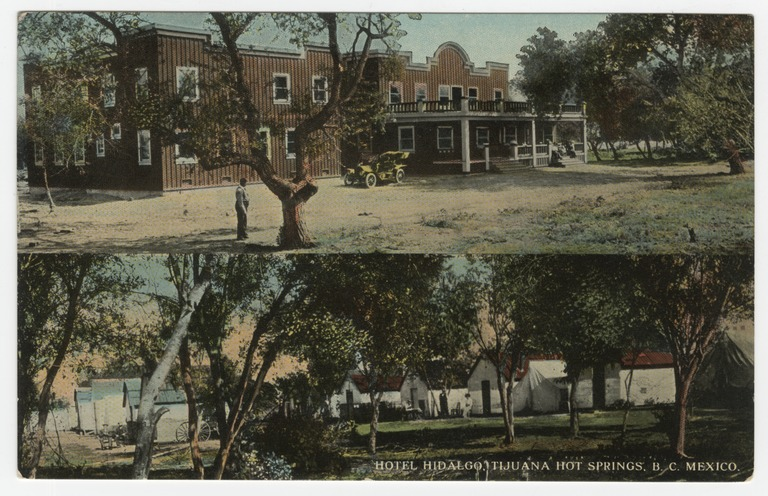
Hotel HIdalgo, un antecedente al Casino Agua Caliente

En los primeros años del siglo XX, funcionaba al sur del Rancho de Tijuana, un complejo llamado Hotel Hidalgo Hot Springs, que de acuerdo a historiadores, estaría establecido en la zona que posteriormente ocuparía el casino. Las aguas termales del lugar llamaron la atención de turistas y pronto, empresarios estarían interesados en construir complejos turísticos, mismas que en la actualidad, dos empresas ofrecen servicios con tales aguas. (Valparaíso desde 1949, y Vita Spa  en 1996). En 1924, se estableció el Hipódromo de Tijuana y el Foreign Club; el primero en lo que ahora se encuentra el Casino Caliente y el segundo, en el centro de la ciudad, en la Avenida "A" y calle Tercera. El dueño del Foreign Club era Wirt Bowman, quien se asoció con James N. Crofton y Baron H. Long, para posteriormente aliarse con los hermanos F. Rodríguez, Fernando y Abelardo, este último siendo gobernador del Distrito Norte del Territorio Federal de la Baja California y que posteriormente, aun con el casino activo, sería presidente de México.

## El conjunto arquitectónico
El hotel fue diseñado por el arquitecto Wayne D. McAllister (1907-2000) y su esposa Corinne Fuller McAllister (1905-2001), más conocidos por sus proyectos modernos de mediados de siglo. En su libro The Leisure Architecture of Wayne McAllister, Chris Nichols dice que en 1925, en una clase nocturna de dibujo, vio a lo lejos a la que sería su esposa, Corinne Fuller, decidida a ser la segunda mujer, tras Julia Morgan, en recibirse como arquitecta en los Estados Unidos. Juntos dibujaron los planos del Agua Caliente, “no sólo uno de los más opulentos hoteles en todas las Américas —dice Nichols— sino la inspiración de lo que sería Las Vegas”.
La intención fue crear un espejismo: ese lugar semiárido fue forestado con palma datilera, entre otras especies, y convertido en un verdadero oasis semejante a los sitios misionales de Mulegé y San Ignacio.
El estilo arquitectónico art déco de tipo ecléctico utilizado en el diseño del conjunto, respondió a la expectativa de los clientes estadounidenses por encontrar el legendario Old Mexico, indispensable como escenario para el desarrollo del turismo.
Agua Caliente jugó un papel decisivo en la conformación del sistema turístico Tijuana-San Diego, pues a partir de su construcción, Tijuana quedó incluida en el recorrido de turistas por el sur de California, EUA. Asimismo, fue uno de los primeros complejos turísticos del país, que ofrecía al visitante servicios de hospedaje, recreación, espectáculo y juegos de azar (casino, hipódromo y galgódromo).
Se podía acceder a él por ferrocarril (línea San Diego-Arizona), con una estación de abordaje adyacente al galgódromo; por automóvil, accediendo al conjunto por una desviación del camino Tijuana-Tecate hacia una rampa de acceso para autos que terminaba en una glorieta central, alrededor del cual se dispusieron los edificios del hotel, casino y balneario; y por aeroplano, para lo cual contaba con una pista y una torre-faro.
Con un estilo misional californiano, Ia fachada frontal del hotel semejaba una espadaña; en el centro tenía un gran patio cuadrangular llamado "Patio de las Palmeras", rodeado de portales con arcos de medio punto. Los clientes podían hospedarse también en una serie de bungalós -cuyo diseño estaba basado en variantes del estilo neocolonial- dispuestos todos en forma de una "villa" en medio de sendas peatonales y frondosos jardines.
EI casino contaba con varios salones de juegos (como el Salón de Oro), salón de baile, de espectáculos, restaurantes y bar. Fue en el balneario de estilo neomudéjar donde mayormente se logró el mencionado efecto de espejismo mediante la presencia de palma datilera y el agua de la alberca proveniente del manantial de aguas termales. Contaba con un vestíbulo de estilo neoislámico semejante a una mezquita, con arcos ojivales y artesonado de maderas ricamente decoradas con lacerías e intrincados diseños geométricos, dentro de la cual se encontraban tiendas de joyería y perfumería. El balneario incluía baño turco y ruso, al igual que una alberca recubierta con mosaicos de estilizados diseños, provista de asoleadero con bancas perimetrales estilo art déco. Acorde con el diseño del balneario, la chimenea de las calderas tomó forma de alminar o minarete propio de las mezquitas islámicas, y fue decorada con mosaicos policromos, rematándose con herrerías forjadas que aún se aprecian en su altura.
Además, el complejo tenía lavandería, cochera, imprenta, una guardería con educación primaria para hijos de los trabajadores y una emisora de radio propia, Ia XEBG, que generó la importante innovación de radiodifusión: el transmisor portátil.
Posteriormente fueron construidos el Hipódromo de Agua Caliente (1 km hacia el sur) y el Club de Golf, ambos con un estilo arquitectónico acorde con el conjunto.

## Hollywood en Agua Caliente
En estos escenarios se inició la luego famosa actriz Rita Hayworth, con su nombre original de Rita Cansino y su gala de "Tarde Mexicana". Agua Caliente se convirtió en el lugar predilecto de la creciente población relacionada con el boom hollywoodiense, atrayendo a estrellas del cine como Clark Gable, los Hermanos Marx, Jean Harlow, Jimmy Durante, Bing Crosby, Dolores del Río y Lupe Vélez, Charles Chaplin, entre otros; y fue escenario de algunos largometrajes (In Caliente con Dolores del Río y The Champ).

## Prohibición
En el periodo presidencial del general Lázaro Cárdenas fueron prohibidos los juegos de azar en el país, y el casino de Agua Caliente fue clausurado y expropiados el predio e instalaciones, por lo que sus puertas fueron cerradas definitivamente.
En la década de los años 1940 los edificios del complejo Agua Caliente fueron reutilizados (previa expropiación del inmueble y entrega a la SEP) para instalación del Instituto Técnico Industrial, internado orientado a extender Ia educación a los sectores rurales desatendidos del estado. Los espacios se adaptaron perfectamente a su nueva función educativa: sólo se requirieron pequeños cambios que no alteraron el esquema original del conjunto arquitectónico.
Así, el hotel se convirtió en dormitorio para los alumnos; en los lujosos salones de juego y espectáculo se instalaron la biblioteca, sala de lectura, teatro y salón de actos del plantel, y en la cochera, talleres para el aprendizaje de carpintería, electricidad y mecánica; el balneario sirvió para prácticas de natación de los estudiantes, en cuyo vestíbulo se ubicaron las oficinas de la dirección del Instituto; los terrenos del galgódromo se transformaron en campos deportivos, y los bungalós se otorgaron como viviendas transitorias a los profesores del plantel. Únicamente se construyeron aulas para las clases teóricas.
EI papel de Agua Caliente como centro escolar es de gran significado en la historia regional, pues fue pionero en la educación superior en el noroeste del país.
Durante el periodo en que funcionó como internado, dio la bienvenida a un importante grupo de docentes refugiados de la guerra civil española, acogiéndolos dentro de su plantilla de maestros.
Asimismo, en los edificios de Agua Caliente se instaló, durante la Segunda Guerra Mundial, el primer Banco de Sangre de Latinoamérica, así como una base de actividades militares comandadas por el general Lázaro Cárdenas, en donde se firmaron acuerdos con representantes del ejército estadounidense.
Pero el sitio y su arquitectura fueron reutilizados por segunda ocasión a principios de los años 1960 cuando varias escuelas fueron instaladas en los antiguos edificios: en el ex hotel, una secundaria técnica; en el exgalgódromo, una escuela primaria; en la cafetería del mismo, el jardín de niños "Carmen Moreno Corral", y en el balneario permaneció el uso de oficinas administrativas. De esta manera, sólo mediante una segunda reutilización de los inmuebles se garantizó su ulterior permanencia.

## Se borran sus huellas
Alrededor de 1938, con la expropiación del complejo turístico, se suscitó una falta de control que fue aprovechada para el saqueo de mobiliario, accesorios y otros objetos.
En 1939, cuando las instalaciones fueron turnadas a la SEP para establecer el internado, se hicieron mínimas adaptaciones que no trastornaron la fisonomía original del conjunto.
Tras dejar de funcionar el internado por falta de recursos, en la década de los años 1950 el sitio quedó temporalmente sin uso. Tiempo después, ya bajo la custodia de la Secretaría del Patrimonio Nacional, se destinó una de las secciones deI área de bungalós para un destacamento del Ejército mexicano.
En la misma década, la torre-faro de Agua Caliente fue dañada por un incendio que obligó a su total demolición, pero fue reconstruida en los ochenta en un importante crucero de la ciudad, en un intento por recuperar la imagen de Ia famosa torre que marcaba el acceso al sitio.
En 1967 se incendió el Salón de Oro del casino, perdiéndose una de las áreas más valiosas y ricamente decoradas. Este siniestro, junto con otros que igualmente ocasionaron cuantiosos daños, convirtió el complejo de Agua Caliente en ruinas, aunque hubo una etapa de actividad escolar en las instalaciones menos dañadas.
En 1975 se demolió casi la totalidad de los edificios, decisión tomada por la SEPANAL, entonces responsable del inmueble. Sólo una mínima parte del conjunto no fue tocada.
Actualmente el área está ocupada por cinco planteles escolares oficiales y sus correspondientes aulas CAPFCE, ubicadas en los sitios de las antiguas construcciones ya demolidas, entre zonas verdes con diversas especies de vegetación.
De la arquitectura original sobreviven dos conjuntos de edificios y una serie de monumentos dispersos, enclavados en la traza urbana en torno a una glorieta central.
El Conjunto Minarete, cuyos monumentos formaron parte del balneario, contiene la alberca con sus bancas perimetrales art déco, "el arco" ojival de una de las fachadas con su portada de mosaico de azulejo polícromo, la escalera de ingreso con su fabulosa fuente de cerámica vidriada y la chimenea en forma de minarete, que sobresale del paisaje urbano del área. Este elemento fue fisurado recientemente por las compactaciones del terreno de una construcción colindante.
El Conjunto de Bungalós persiste en su totalidad, debido a que han sido permanentemente utilizados y gracias a los inquilinos que han mantenido en gran medida las características originales de su arquitectura y jardinería, apoyando el ambiente frondoso. No obstante, son evidentes algunas alteraciones a la arquitectura original y adaptaciones a nuevos usos. Asimismo, recientemente se han instalado carteleras comerciales que dañan el paisaje y bloquean la vista.
Si bien los monumentos existentes representan sólo una parte de lo que fue la totalidad del centro turístico, éstos son importantes testimonios significativos de la historia de esa parte del país.
EI recuerdo colectivo de este sitio -del que derivaron también mitos y leyendas como el de "Los túneles" o el de "La Faraona"-, ha generado el brote de signos nostálgicos por el pasado de Agua Caliente, evidente en la construcción de la réplica de la famosa Torre de Agua Caliente y en la reproducción de su imagen en logotipos de organizaciones y comercios.

## Esfuerzos por su conservación

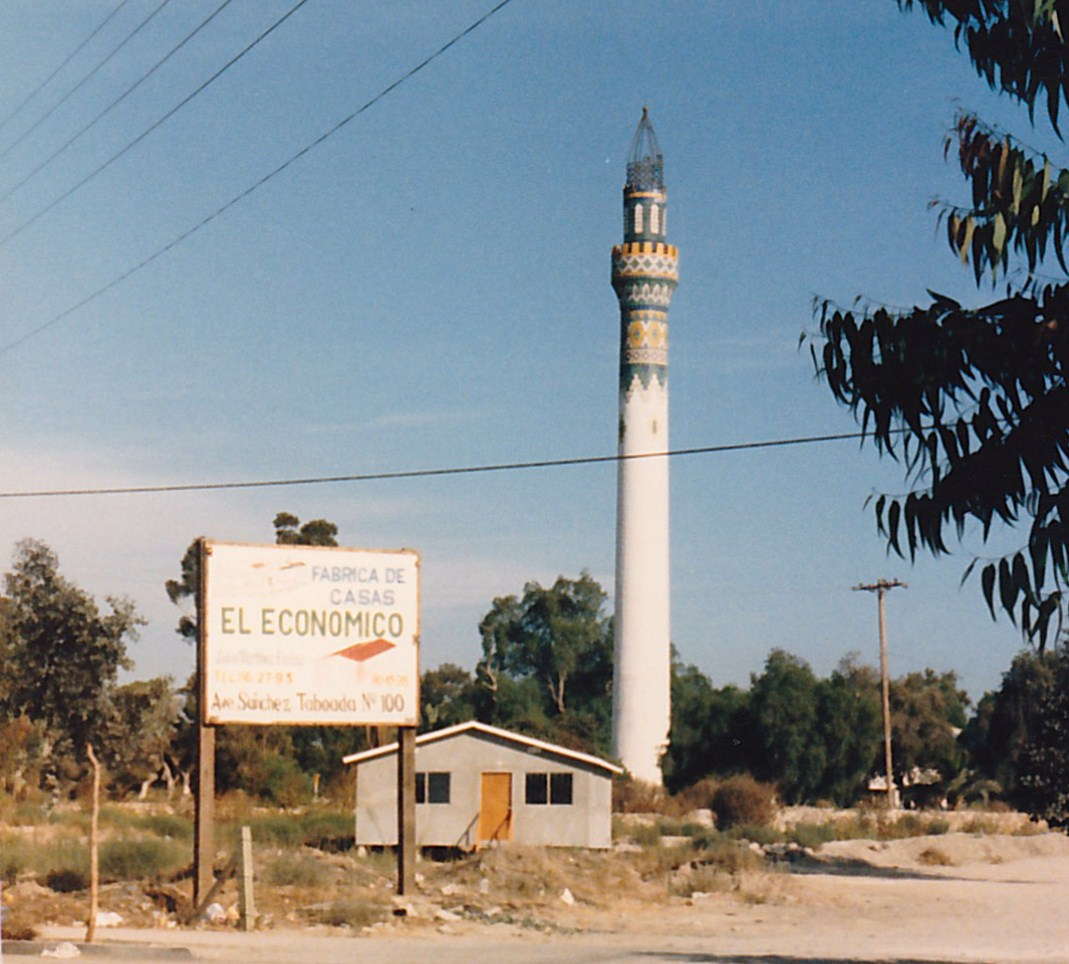
Minarete desde el Bulevar Sánchez Taboada

Se ha señalado ya la falta de visión por parte de las autoridades para preservar el inmueble. En este caso, la actitud oficial no sólo fue de pasividad, sino que la propia autoridad fue la promotora de la demolición sistemática de los restos del complejo Agua Caliente en 1975. Indudablemente, en la decisión estuvo presente el prejuicio local que quería borrar todo recuerdo de la propagación de bares y juego de azar, considerando que el complejo pertenecía a un periodo vergonzoso de la historia.
Fue desde los sesenta cuando surgió la preocupación por la conservación del sitio y se reutilizaron los edificios, que estaban expuestos a los incendios, al deterioro y al vandalismo.
A principios de la década de 1970, un grupo de estudiantes, profesores y personas interesadas integraron un comité pro-defensa y rescate de los monumentos, presentando un proyecto de conversión del sitio en Casa de la Cultura, iniciativa que desgraciadamente careció de resonancia.
En 1987, el sitio y los monumentos existentes fueron incluidos en el Catálogo Nacional de Monumentos Históricos Inmuebles del Estado de Baja California, Municipio de Tijuana, pero cabe señalar que este catálogo no constituye en sí un instrumento para la protección legal del sitio, por lo cual continúan las alteraciones a sus monumentos.
En varias ocasiones, la conservación y rescate de los edificios de Agua Caliente ha surgido como tema de ponencias en algunos foros (como los de Preservación del Patrimonio Cultural llevados a cabo a nivel estatal), teniéndose nula respuesta por parte de la comunidad y autoridades.
Recientemente, fue desarrollado un proyecto de Ordenamiento Urbano Arquitectónico del Sitio Histórico "Agua Caliente" (como tesis de Arquitectura de la UNAM) y varias propuestas para el sitio (por parte de la agrupación Patrimonio Arquitectónico promotores) que fueron presentados ante autoridades e interesados. Una de ellas recomendaba proteger el ambiente forestado del área y sus monumentos mediante un proyecto y su delimitación específica, pero esta propuesta no le interesó a la autoridad local. En cambio aprobó, a pesar de la gran controversia suscitada, la construcción de un almacén de membresía de comercio al semimayoreo; cuya presencia impactó negativamente las características paisajísticas del entorno y su fisonomía tradicional.

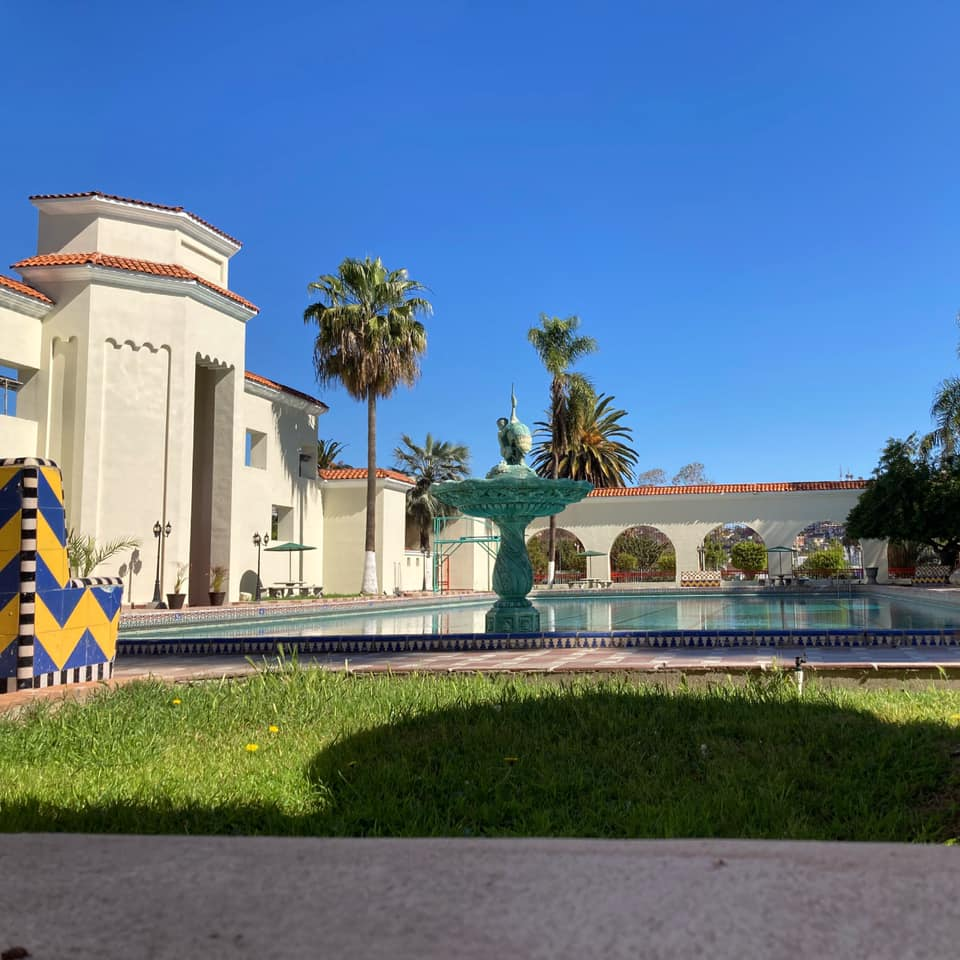
Alberca de la Preparatoria Federal Lázaro Cárdenas

Con la finalidad de lograr su protección legal, en 1993 la Comisión de Preservación del Patrimonio Cultural de Tijuana y la agrupación Patrimonio Arquitectónico Promotores solicitaron al Centro INAH en Baja California el Decreto como Monumento del "Sitio Histórico Agua Caliente", petición que fue atendida positivamente por la Coordinación Nacional de Monumentos Históricos donde fue elaborado el proyecto de Decreto, mismo que ha pasado ya a la SEP para su posterior aprobación y firma.
En el año 2006 la entonces presidenta del Patronato DIF Tijuana, la señora María Elvia Amaya de Hank, en un esfuerzo por apoyar la conservación de los restos del emblemático casino, se dio a la tarea en conjunto con el INBA de iniciar la remodelación de la alberca de estilo morisco del casino ubicada en lo que ahora es la Preparatoria Federal Lázaro Cárdenas. Esta iniciativa tuvo la aprobación unánime de la ciudadanía, misma que apoyó los eventos que se organizaron para la recaudación de fondos.
Dicha ratificación garantizará la permanencia de estos edificios que ilustran dos episodios significativos de la vida de Tijuana: el periodo de transición hacia su integración económica con el boom del turismo y la época en que fue el alma mater de decenas de generaciones de bajacalifornianos. En 2021, un grupo de ciudadanos recaudaron fondos para la restauración de la Fuente del Fauno, uno de los elementos que se encontraban destruidos en el complejo de la preparatoria.